# 汨罗江畔端午习俗
湖南汨罗江畔端午节一般从五月初一开始，十五结束。观龙舟、回娘家、辞端阳、插艾叶、喝黄酒等风俗具有浓郁的地方特色。沿江乡镇的端午习俗除了办盛宴、吃粽子、插艾挂菖、喝雄黄酒、赛龙舟外，还有雕龙头、偷神木、唱赞词、龙舟下水、龙头上红、朝庙、祭龙和祭祀屈原等特殊风俗。自汉以来就有零散的文字记载这些习俗和文化场景。
2005年，“汨罗江畔端午习俗”进入第一批国家级非物质文化遗产保护名录。2009年9月，包含“汨罗江畔端午习俗”在内的“端午节”被列入联合国教科文组织的人类非物质文化遗产代表作名录。